# Ciudad Guayana
Ciudad Guayana is een stad gelegen in de Venezolaanse regio Guayana in het oosten van het land. De stad werd in 1961 gevormd door het samenvoegen van de steden Puerto Ordaz en San Félix. De stad telt 817.000 inwoners (2013) en is een belangrijk centrum voor de zware basisindustrie. 
De stad is de zetel van het rooms-katholieke bisdom Ciudad Guayana.
Vlak bij de stad bevinden zich de natuurparken La Llovizna en Cachamay.

## Economie
Het is een van de sterkst groeiende steden, zowel demografisch als economisch. Er bevindt zich onder andere een hoogoven- en staalcomplex van het staatsbedrijf SIDOR (Siderúrgica del Orinoco), die hier de nabijgelegen ijzerertsvoorraden uit El Pao en Cerro Bolívar verwerkt tot gietijzer, ijzerpellets, plaatstaal en buizen. Deze is ook voor een belangrijk deel verantwoordelijk voor het ontstaan van de stad. Verder worden er cement, glas en cellulose geproduceerd. Het is ook een belangrijk centrum voor aluminium. De grootste aluminiumsmelterij van Latijns-Amerika bevindt zich in Ciudad Guayana.
Ook bevindt zich hier de op twee na grootste stuwdam ter wereld, de Guridam. De stad is door de regering rond 1960 ingezet om de regio Guayana te ontwikkelen. Een grootschalige ontwikkeling van dit gebied werd gerealiseerd door met name het ontwikkelen van natuurlijke hulpbronnen en (waterkracht)energie.

## Foto's

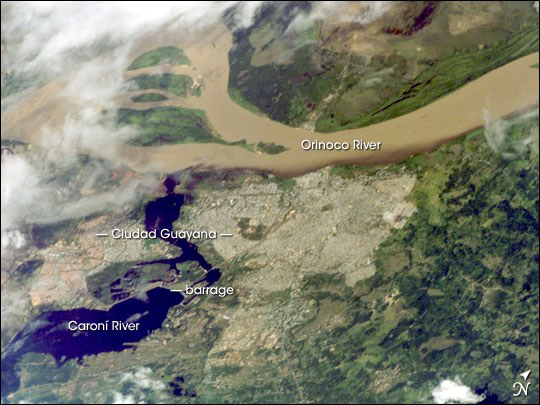
Ciudad Guayana vanuit de lucht
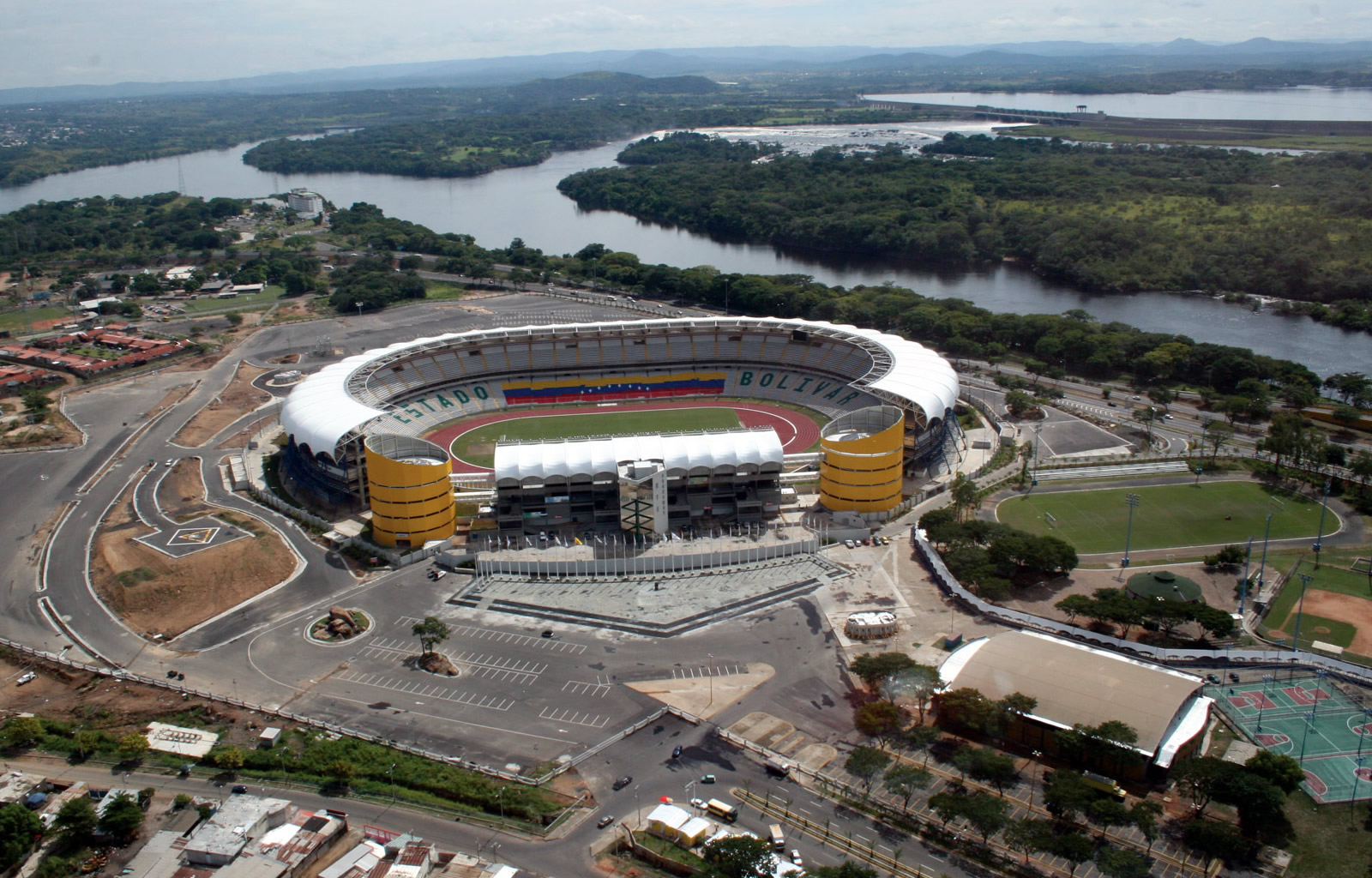
Stadion Polideportivo Cachamay

## Geboren
- Noel Sanvicente (1964), voetballer en voetbalcoach